# Damaged Goods (1937)
Damaged Goods is een Amerikaanse dramafilm uit 1937 onder regie van Phil Goldstone met in de hoofdrollen Pedro de Cordoba, Phyllis Barry en Douglas Walton. De film is gebaseerd op het toneelstuk Les Avariés van Eugène Brieux uit 1901 en de daaropvolgende romanbewerking  "Damaged Goods" van Upton Sinclair. In 1914 werd reeds Damaged Goods uitgebracht, een stomme filmbewerking van het toneelstuk.

## Verhaal
George Dupont (Douglas Walton), een jonge advocaat die verloofd is met de dochter van een congreslid, bezoekt een feestje waar hij een affaire heeft met een andere vrouw. Twee weken later vermoedt hij dat hij syfilis van haar heeft opgelopen.

## Rolverdeling
| Acteur           | Personage            | Opmerkingen       |
| ---------------- | -------------------- | ----------------- |
| Pedro de Cordoba | Dr. Edward B. Walker |                   |
| Phyllis Barry    | Margie               | als Phyliss Barry |
| Douglas Walton   | George Dupont        |                   |
| Arletta Duncan   | Henrietta Allen      |                   |
| Ferdinand Munier | Congressman Allen    |                   |
| Esther Dale      | Mrs. Dupont          |                   |
| Clarence Wilson  | Dr. N.R. Shryer      |                   |
| Greta Meyer      | Bertha               |                   |
| Frank Melton     | Jack                 |                   |
| Gretchen Thomas  | Woman Patient        |                   |